# 阿育王
阿育王（अशोक，音译阿输迦，意译无忧，故又称无忧王；约西元前304年—前232年）是印度孔雀王朝的第三代君主，是频头娑罗王之子。他是一位佛教徒，也帶來佛教的繁榮，后世稱为佛教护法。
阿育王是印度偉大的國王之一。在多次的戰爭之後，阿育王在西元前269年至232年的期間統治了印度次大陸大部份的土地。王朝的版图擴張到現在的阿富汗及今天的孟加拉，也可能達到伊朗的東部，東邊則到印度的阿萨姆邦，南方則到喀拉拉邦及安得拉邦的北部。王國的首都是塔克西拉、鄔闍衍那及巴連弗邑。

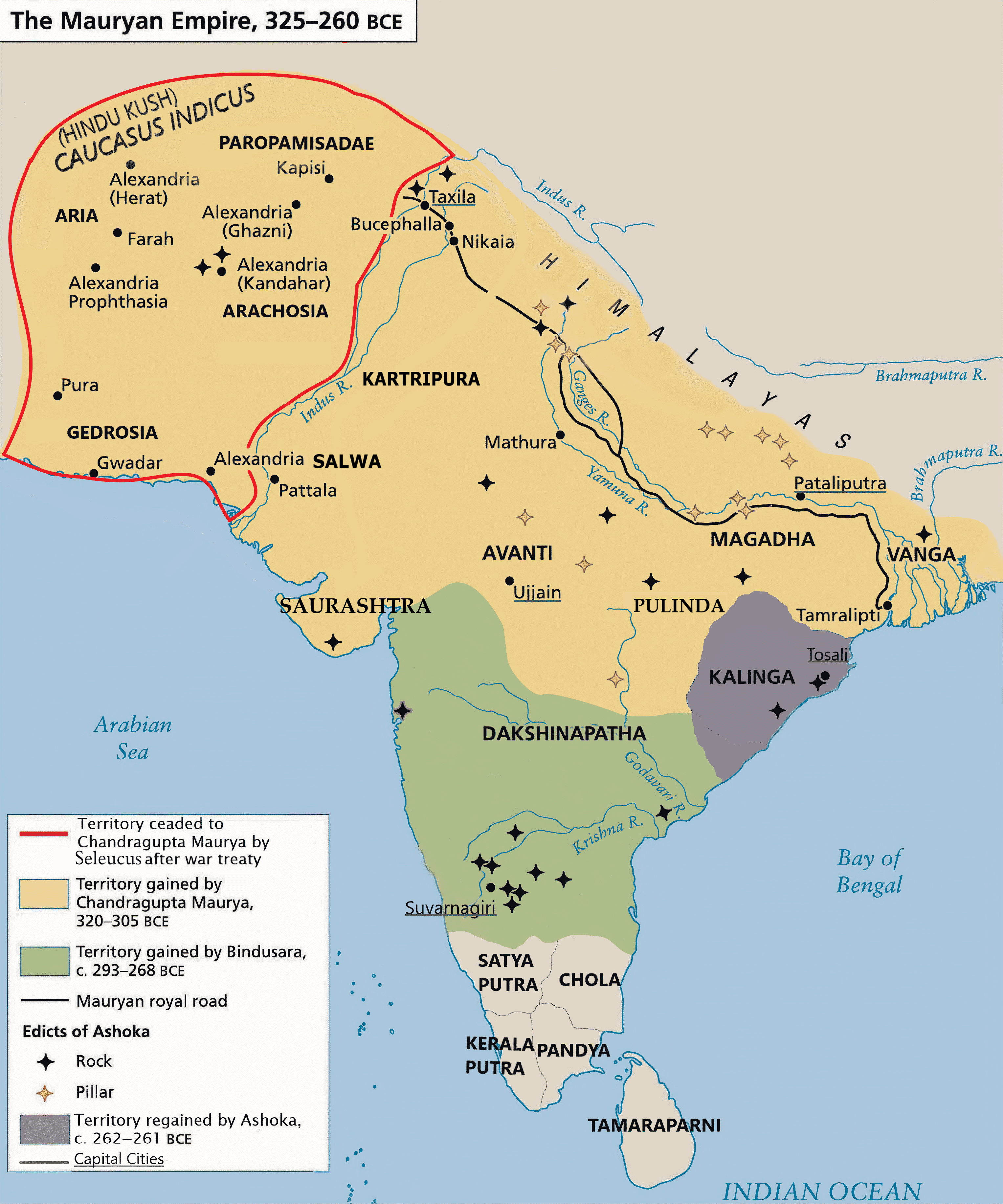
阿育王帝国

## 生平

### 家世
阿育王的祖父，乃孔雀王朝的開國君主月護王，其打敗了亞歷山大的軍隊，並獲得了其後繼者塞琉古帝國之承認，奠定其國孔雀王朝之大國地位。

### 即位之初
根据佛教文獻记载，前273年频头娑罗逝世，阿育王在大臣成护的帮助下，与其兄苏深摩争夺王位取胜，并把王族政敌全部杀死，在统治初期被认为是一个暴君。不久阿育王笃信佛教（有人说是受佛教徒的异母弟影响；也有说是受沙门的影响）。在约前261年征服羯陵伽国；有15万人被俘，10万人被杀，死伤数十万。继而，除迈索尔地区外，统一印度全境。其统治时期成为古代印度历史上空前强盛的时代。
根據小摩崖法敕，阿育王在接觸佛教後，曾經有兩三年的時候不太積極，之後與僧團深入相處，約於即位後第七年皈依佛教。根據阿育王刻文中的十四章法敕記載，阿育王在即位第8年，征服羯陵伽国，當亲眼目睹了大量屠杀的场面，深感悔悟，在即位第9年開始虔誠信仰佛教，想要以和平方式擴張勢力。
但似乎阿育王之後亦沒完全改變暴力與專制，北傳記載他曾將數以萬計的分那婆陀那國的拜偶像外道屠殺，導致誤殺了自己敬重的佛教長老，亦即其同母弟弟毘多輸柯。據南傳記載阿育王曾因佛教僧侶不與外道一起和合說戒，而屠殺了都城內的佛教僧侶，阿育王後悔之後，再没有迫害各宗教的具體記載，對佛教、婆羅門教和耆那教都予以慷慨捐助。所以後來的人都認為阿育王强调宽容和非暴力主义，稱他在民众的欢呼声中统治了长达41年的时间。

### 宣扬佛教

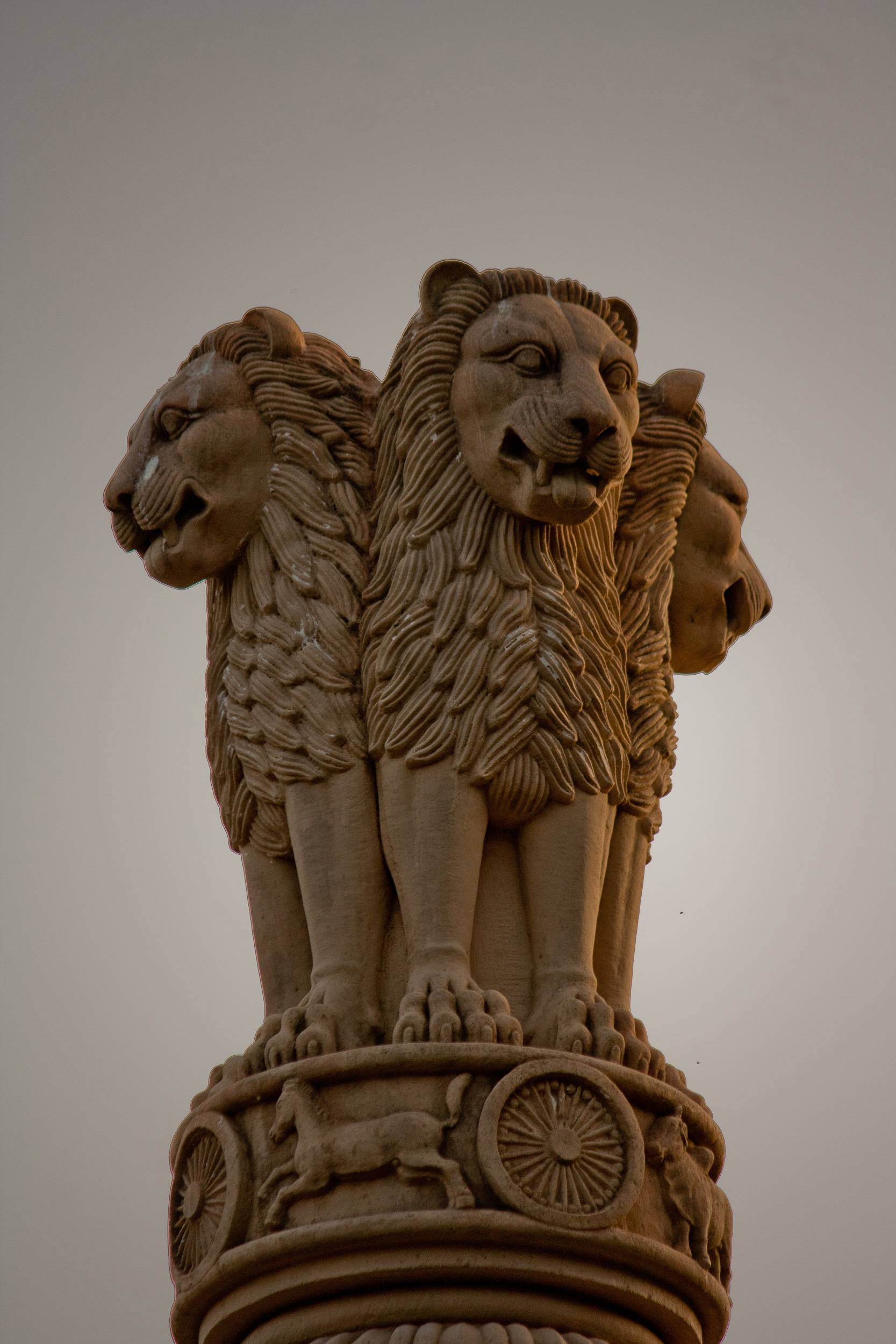
現存位於鹿野苑的阿育王石柱头

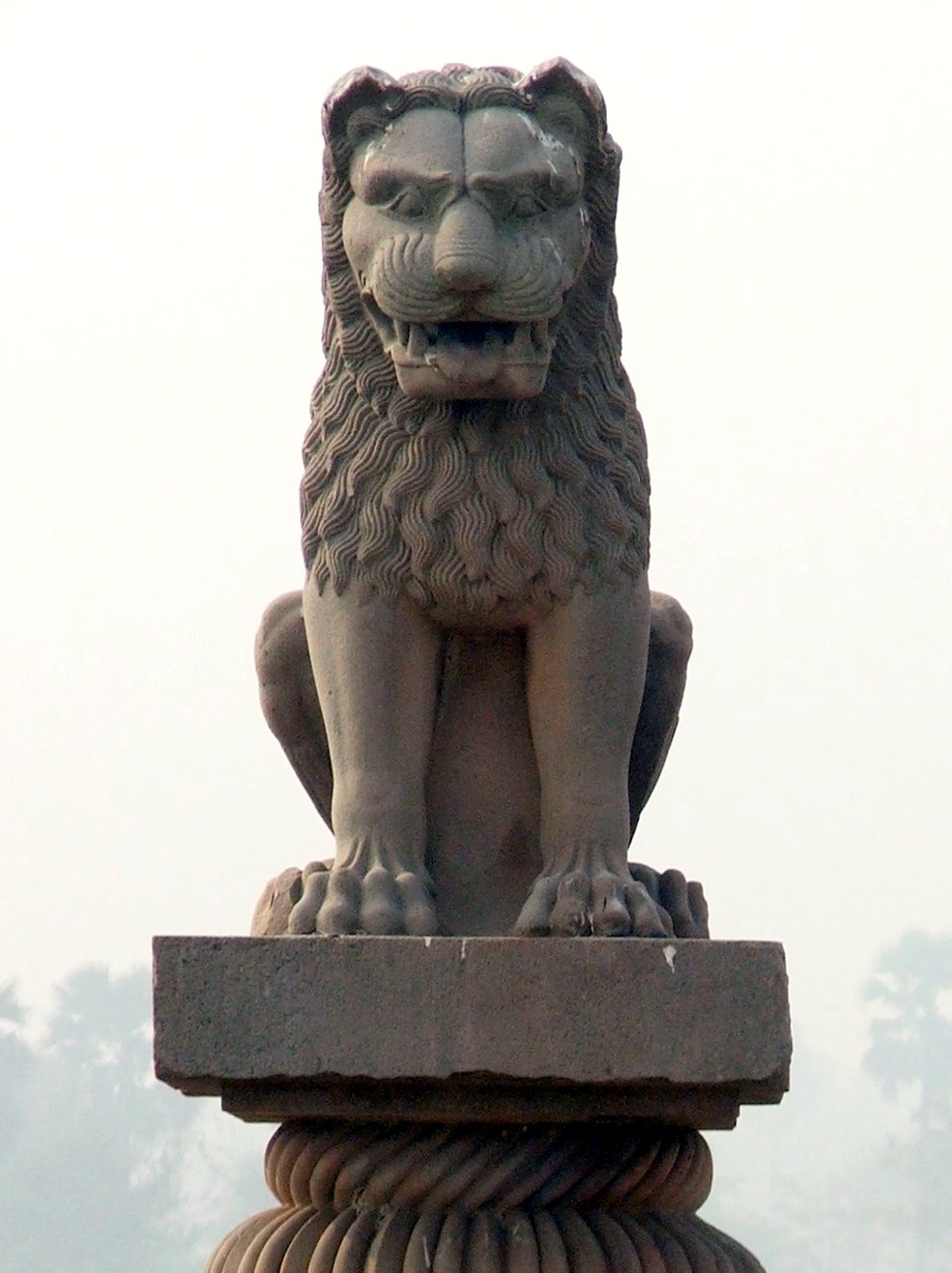
現存的位於毘舍離的阿育王石柱

阿育王为了推广佛教，并为了要求人们遵守理法，在国内建立了许多石柱，刻上敕令和教谕，称为“法敕”。法敕多为一些道德方面的律令，例如孝敬父母，为人诚实等，他自己也身体力行。在敕令中阿育王通常自称为“天亲仁颜大王”。
阿育王作为佛教徒大力宣扬佛法。他禁止无益的杀生，为平民建立医院，为旅客建立休息的场所，对贫民施舍，并且亲自朝拜佛陀的圣迹，建立了许多佛塔。据传说，阿育王在位期间 ，共建造八万四千座佛塔。在他即位第17年，在华氏城由帝須長老举行第三次佛教结集，使佛教成为了印度全国性的宗教。他还向周边国家派出许多传教团，使佛教开始成为世界性的宗教。尤其是派人去锡兰的传教，使斯里兰卡至今都是南传佛教的中心。依據語言學家季羨林的考據，阿育王對外所傳播的佛教，只限於上座部派別。依據北傳佛教的記載，阿育王後期轉而信奉大眾部。

### 治国方针
阿育王的後期治国方针是基于佛教的精神，通过和平的方式实现国家的统一。他的这种政策并不是空想主义的，具有相当的现实性。对于羯陵伽国的征战虽然对其惨状深有感触，但是仍然将其土地编入了帝国的版图。他虽然禁止杀生祭祀，但是没有废除死刑和酷刑。在屠殺分那婆陀那外道後，他的宗教政策變為寬容。
他虽然是上座部佛教徒，但後期容许其他宗教的存在，婆罗门教、耆那教都得以共存。他的这种宗教政策，也成为了以后印度君主的传统。

### 晚年
佛教傳說，阿育王曾問優波毱多誰是最大施主，優波毱多說是布施了真金百億的須達多，阿育王晚年病重，計算一生所布施為九十六億，要把國庫財產布施出來湊齊百億，因而被所立太子軟禁，每天供給少量食物。阿育王主張廢除武備，從此中央沒有強大的軍隊，他病死後，中央政權瓦解，孔雀王朝陷入了无休止的战乱，四十多年后就灭亡了。

### 王位继承
阿育王原本指定他的儿子鸠那罗为王储，但鸠那罗不久即被刺瞎。于是王位便由鸠那罗的侄子达沙拉沙继承，鸠那罗的儿子三钵罗底被指定继承达沙拉沙。

## 家庭
根據古籍記載，阿育王被認為有5位妻子，她們分別是:
- 納吉，阿育王的第一任妻子
  - 摩哂陀（Mahendra）
  - 僧伽蜜多（Sanghamitra）
- 卡魯瓦基（Karuvaki），羯陵伽人，唯一一位在阿育王的墓碑中被記載的妻子。
  - 帝瓦拉（Tivala）
- 善无续（Asandhimitra），阿育王的首席王后
  - 查魯瑪蒂（Charumati），善無續的養女，實為阿育王與情婦的女兒。
- 帕德瑪瓦蒂（Padmavati）
  - 鸠那罗（Kunala），出生數月即喪母，由善無續扶育成人。
- 帝舍罗叉（Tishyaraksha），原為善無續的女僕。传统上被认为是反面人物，因為她先是誘拐阿育王的兒子鸠那罗，後又由愛生恨地弄瞎了他。

## 阿育王建立的建築
在韋利格瑪·斯里·蘇曼加拉法師（Ven.Weligama Sri Sumangala）監督下，英國恢復了阿育王时期的建築
- 印度中央邦博帕爾的桑吉
- 印度比哈尔邦的婆罗巴岩（英语：Barabar Caves）
- 印度比哈尔邦的那爛陀寺大學
- 巴基斯坦塔克西拉的塔克西拉大學
- 巴基斯坦塔克西拉的比爾山丘（Bhir Mound）
- 印度的帕魯德（英语：Bharhut）窣堵坡
- 巴基斯坦斯瓦特縣的布特卡拉佛塔（Butkara stupa）

## 藝術、文學及影视中的阿育王
- 在皮尔斯安东尼（英语：Piers Anthony）太空劇場系列小說中，主角提到阿育王是一個管理者努力想到達到的一個目標。
- 《利劍紅塵》是2001年以阿育王為主題的印度史詩电影，由桑塔纳·斯万（英语：Santosh Sivan）擔任導演及編劇，由沙鲁克·罕飾演阿育王。
- 1973年時印度的大型出版社阿馬爾·奇特拉·卡塔（Amar Chitra Katha）出版了一套阿育王生平的圖像小說。
- 2002年時梅森·詹宁斯（英语：Mason Jennings）在Living in the Moment EP中有一首歌Emperor Ashoka，是以阿育王的生平為題材。

## 延伸閱讀

### 英文書籍
- Allen, Charles. . Hachette. 2012  [2019-12-02]. ISBN 978-1-408-70388-5. （原始内容存档于2021-05-08）.
- Bentley, Jerry. . New York: Oxford University Press. 1993. ISBN 9780195076400.
- Fitzgerald, James L. (编).  7. The University of Chicago Press. 2004  [2019-12-02]. ISBN 0-226-25250-7. （原始内容存档于2021-05-08）.
- Gombrich, Richard. . Anuradha Seneviratna  (编). . Buddhist Publication Society. 1995  [2019-12-02]. ISBN 978-955-24-0065-0. （原始内容存档于2021-05-08）.
- Guruge, Ananda W. P. . Central Cultural Fund. 1993  [2019-12-02]. ISBN 978-955-9226-00-0. （原始内容存档于2021-05-08）.
- Guruge, Ananda W. P. . Anuradha Seneviratna  (编). . Buddhist Publication Society. 1995  [2019-12-02]. ISBN 978-955-24-0065-0. （原始内容存档于2021-05-08）.
- Kosmin, Paul J., , Harvard University Press, 2014  [2019-12-02], ISBN 978-0-674-72882-0, （原始内容存档于2021-05-08）
- Lahiri, Nayanjot. . Harvard University Press. 2015  [2019-12-02]. ISBN 9780674057777. （原始内容存档于2021-05-08）.
- Mookerji, Radhakumud.  3rd revised. Delhi: Motilal Banarsidass. 1962  [2019-12-02]. ISBN 978-81-208-0582-8. （原始内容存档于2021-05-08）.
- Singh, Upinder. . Harvard University Press. 2017  [2019-12-02]. ISBN 978-0-674-97527-9. （原始内容存档于2021-05-08）.
- Singh, Upinder. . New Delhi: Pearson Education. 2008  [2019-12-02]. ISBN 978-81-317-1120-0. （原始内容存档于2021-05-08）.
- Singh, Upinder. . South Asian Studies (University of Delhi). 2012, 28 (2): 131–145. doi:10.1080/02666030.2012.725581.
- Strong, John S. . Anuradha Seneviratna  (编). . Buddhist Publication Society. 1995  [2019-12-02]. ISBN 978-955-24-0065-0. （原始内容存档于2021-05-08）.
- Strong, John S. . Motilal Banarsidass. 1989  [2019-12-02]. ISBN 978-81-208-0616-0. （原始内容存档于2021-05-08）.
- Thapar, Romila. . Anuradha Seneviratna  (编). . Buddhist Publication Society. 1995  [2019-12-02]. ISBN 978-955-24-0065-0. （原始内容存档于2021-05-08）.
- Thapar, Romila. . Oxford University Press. 1961  [2019-12-02]. （原始内容存档于2021-05-08）.
- Swearer, Donald. . Chambersburg, Pennsylvania: Anima Books. 1981. ISBN 0-89012-023-4.
- Thapar, Romila. Aśoka and the decline of the Mauryas (Delhi : Oxford: Oxford University Press, 1997, 1998 printing, c1961) ISBN 978-0-19-564445-6
- Nilakanta Sastri, K. A. Age of the Nandas and Mauryas (Delhi : Motilal Banarsidass, [1967] c1952) ISBN 978-0-89684-167-3
- Bongard-Levin, G. M. Mauryan India (Stosius Inc/Advent Books Division May 1986) ISBN 978-0-86590-826-0
- Govind Gokhale, Balkrishna. Asoka Maurya (Irvington Pub June 1966) ISBN 978-0-8290-1735-9
- Chand Chauhan, Gian. Origin and Growth of Feudalism in Early India: From the Mauryas to AD 650 (Munshiram Manoharlal January 2004) ISBN 978-81-215-1028-8
- Keay, John. India: A History (Grove Press; 1 Grove Pr edition May 10, 2001) ISBN 978-0-8021-3797-5
- Falk, Harry. Asokan Sites and Artefacts - A Source-book with Bibliography (Mainz : Philipp von Zabern, [2006]) ISBN 978-3-8053-3712-0

| 前任： 頻頭娑羅 | 孔雀帝国国王 约前272年~前232年 | 繼任： 达沙拉沙 |